# Космічний прибій
«Космічний прибій» (фр. Le Ressac de l'espace) — науково-фантастичний роман французького письменника Філіппа Кюрваля, опублікований у 1962 році.

## Сюжет
Земля захоплена надзвичайно розвинутими паразитами — «Тксалками» (les Txalqs). Вони дослухаються до свого біологічного спонукання, що спрямовує їх заволодівати нижчими видами з метою облаштувати життя, засноване на красі та гармонії. Мало-помалу більшість людей підкоряються загарбникам і їхнім брехливим обіцянкам. Але деяким непокірним вдається втекти й знайти притулок на Венері. Певний час по тому, зміцнілі втікачі повертаються на Землю звільнити людство від іга загарбників, але прибувши на планету, вони виявляють, що люди вже не раби Тксалків, а живуть у досконалому симбіозі з ними.

## Нагороди
Роман відзначений премією Жуля Верна 1962 року.

## Видання
- Philippe Curval, Le Ressac de l'espace, видавництво Hachette/Gallimard, збірка Le Rayon fantastique, обкладинка Жана-Клода Форе, N° 100, травень 1962.
- Перевидання видавництвом J'ai lu № 595, 1975.